# Мадді (Іллінойс)
Мадді (англ. Muddy) — селище (англ. village) в США, в окрузі Салін штату Іллінойс. Населення — 61 особа (2020).

## Географія
Мадді розташоване за координатами 37°46′1″ пн. ш. 88°30′50″ зх. д. / 37.76694° пн. ш. 88.51389° зх. д. (37.766811, -88.513894).  За даними Бюро перепису населення США в 2010 році селище мало площу 0,79 км², з яких 0,78 км² — суходіл та 0,00 км² — водойми.

## Демографія
Згідно з переписом 2010 року, у селищі мешкало 68 осіб у 30 домогосподарствах у складі 18 родин. Густота населення становила 87 осіб/км².  Було 36 помешкань (46/км²).
Расовий склад населення:
| - 97,1 % — білих - 1,5 % — чорних або афроамериканців |

До двох чи більше рас належало 1,5 %. Частка іспаномовних становила 0,0 % від усіх жителів.
За віковим діапазоном населення розподілялося таким чином: 20,6 % — особи молодші 18 років, 61,8 % — особи у віці 18—64 років, 17,6 % — особи у віці 65 років та старші. Медіана віку мешканця становила 44,3 року. На 100 осіб жіночої статі у селищі припадало 106,1 чоловіків;  на 100 жінок у віці від 18 років та старших — 100,0 чоловіків також старших 18 років.
Середній дохід на одне домашнє господарство  становив 39 358 доларів США (медіана — 38 125), а середній дохід на одну сім'ю — 36 438 доларів (медіана — 36 250). За межею бідності перебувало 7,7 % осіб, у тому числі 0,0 % дітей у віці до 18 років та 0,0 % осіб у віці 65 років та старших.
Цивільне працевлаштоване населення становило 18 осіб. Основні галузі зайнятості: роздрібна торгівля — 27,8 %, науковці, спеціалісти, менеджери — 16,7 %, освіта, охорона здоров'я та соціальна допомога — 16,7 %.